# Moritz Heinrich Romberg

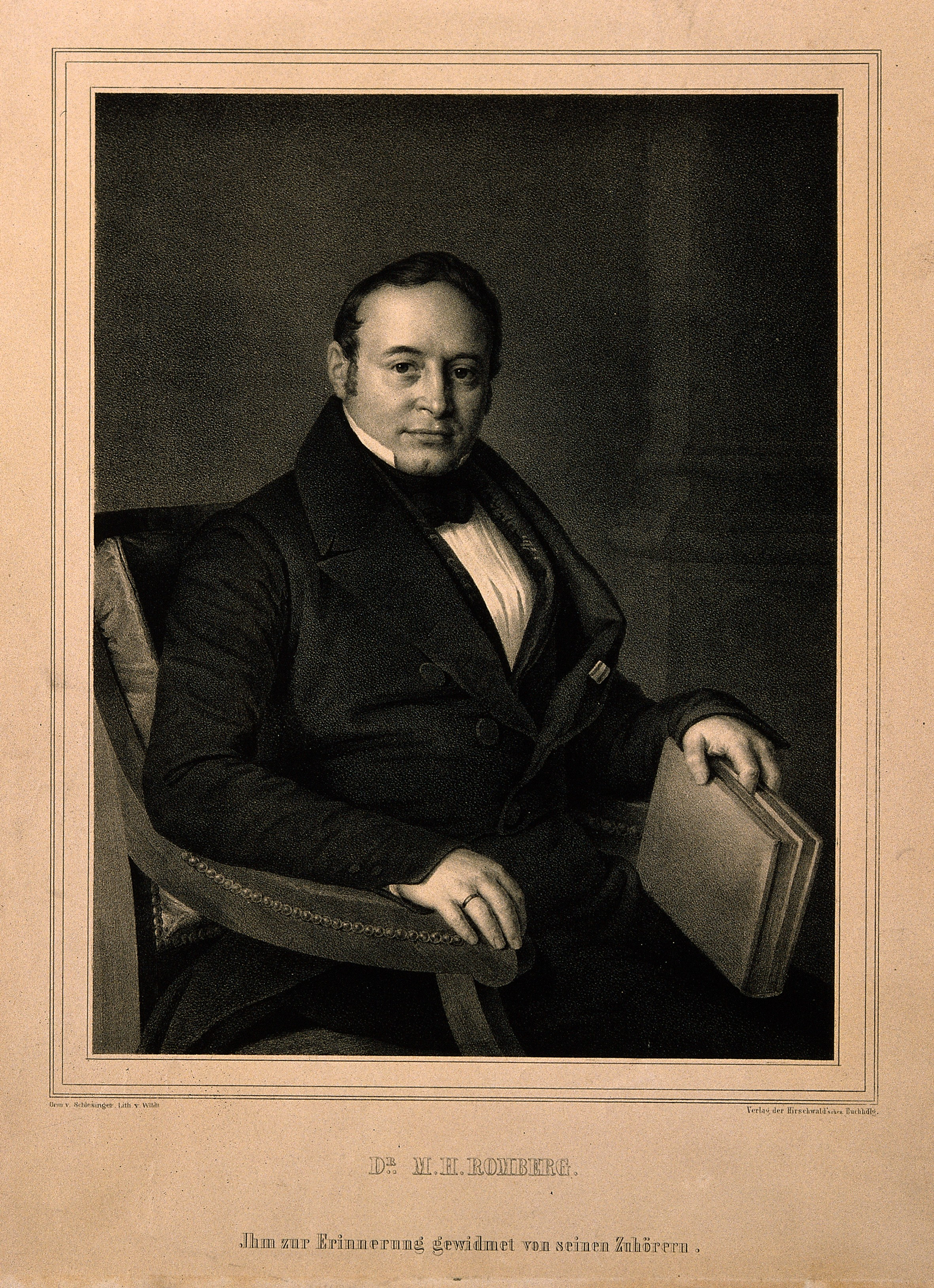
Moritz Heinrich Romberg

Moritz Heinrich Romberg (* 11. November 1795 in Meiningen; † 16. Juni 1873 in Berlin) war ein deutscher Internist, Neurologe und Neuropathologe.

## Leben
Moritz Romberg war der Sohn eines Kaufmanns und studierte Medizin in Berlin, wo er 1817 mit einer Arbeit über Rachitis promoviert wurde. Anschließend hielt er sich zu Studienzwecken in Wien auf. Romberg lebte und arbeitete danach lange Jahre in Berlin-Mitte, unter anderem von 1820 bis 1845 als Armenarzt. 1830 habilitierte er sich für spezielle Pathologie und Therapie. Er war Leiter der Medizinischen Poliklinik der Berliner Charité und gilt als Mitbegründer der „deutschen neurologischen Schule“ und Begründer der klinischen Neurologie als wissenschaftliche Disziplin.
Sein Lehrbuch der Nervenkrankheiten war das erste Neurologie-Lehrbuch, das häufiger übersetzt und neu aufgelegt wurde. Nach ihm benannt ist das Rombergsche Phänomen, auch das Rombergsche Zeichen genannt: Beim Stehen mit geschlossenen Beinen, Füßen und Augen deutet Schwanken auf Gehirn- oder Rückenmarkschäden hin. Ferner wird die Obturatorius-Neuralgie, auch Howship-Romberg-Syndrom genannt, nach ihm und dem englischen Chirurgen John Howship (1781–1841) benannt. Das Parry-Romberg-Syndrom ist ebenfalls nach Moritz Heinrich Romberg und dem britischen Caleb Hillier Parry benannt.
Moritz Heinrich Romberg ist auf dem Friedrichswerderscher Friedhof II in Berlin-Kreuzberg bestattet. Sein Grab ist als Ehrengrab der Stadt Berlin gewidmet. Nach ihm ist eine Straße in seiner Geburtsstadt Meiningen benannt.

## Werke

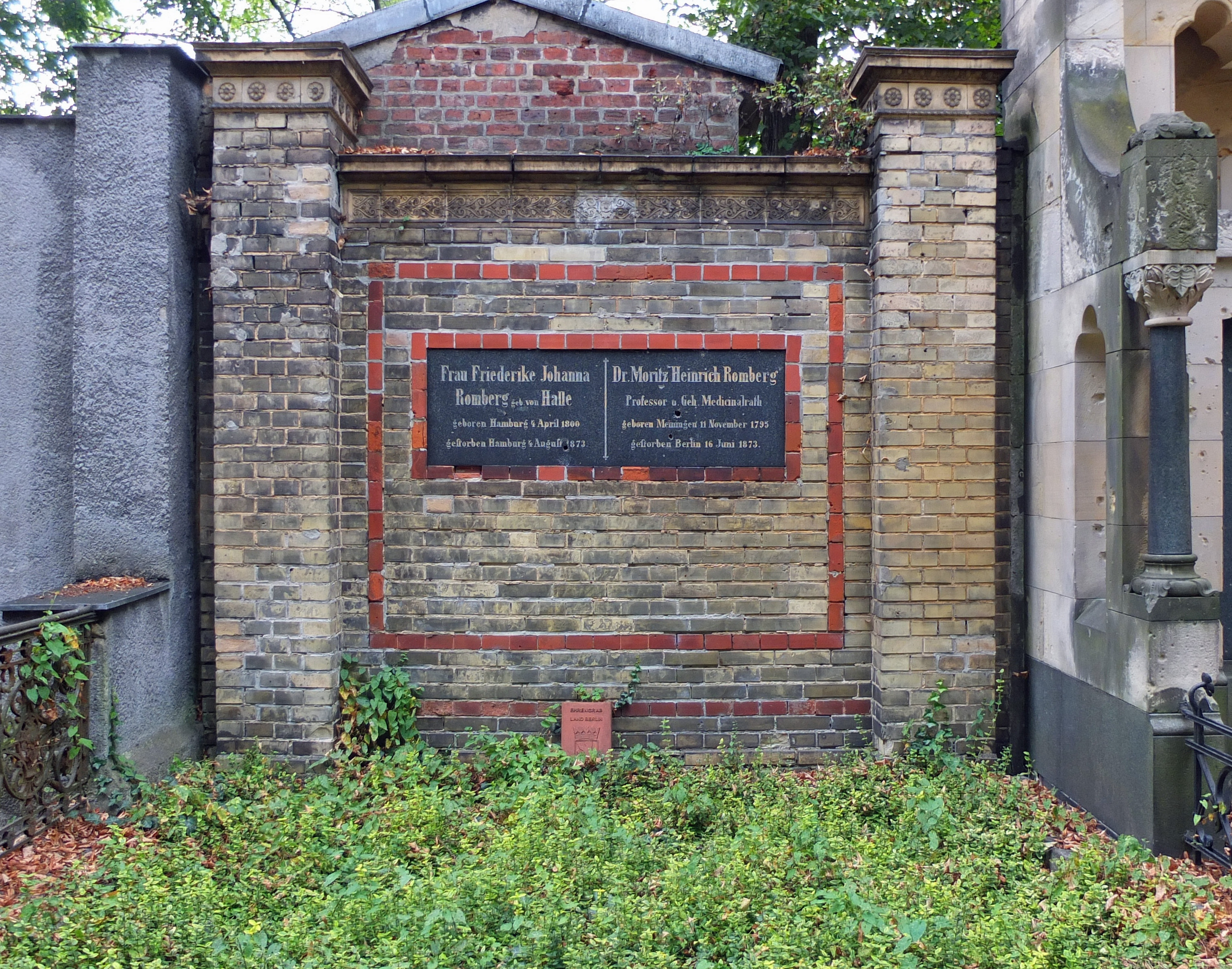
Grabstätte

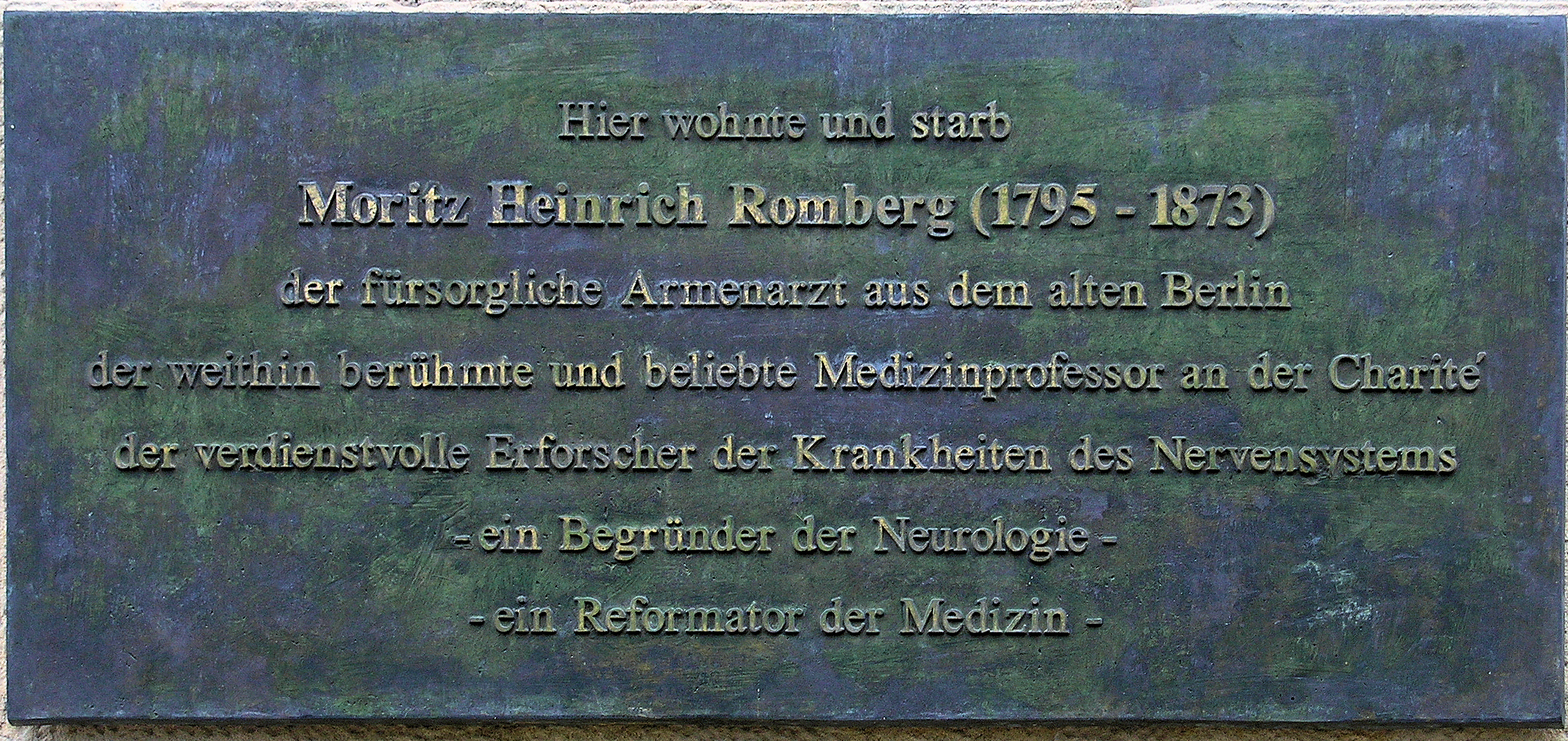
Gedenktafel am Haus, Am Zeughaus 2, in Berlin-Mitte

- Lehrbuch der Nervenkrankheiten des Menschen. Berlin 1840–1846.
  - Lehrbuch der Nerven-Krankheiten des Menschen. Berlin: Duncker, 1853 (engl. Übers.: A manual of the Nervous Diseases of Man. London 1853. Übers. von Edward Sieveking; russ. Übers.: Ромберг М.Г.: Руководство к изучению нервных болезней Морица Генриха Ромберга, доктора медицины... / Пер. с 3-го испр. изд. студенты Киев. ун-та. - Kiew, 1860).